# アルカナ 〜光と闇のエクスタシス〜
『アルカナ 〜光と闇のエクスタシス〜』（アルカナ ひかりとやみのエクスタシス）は、2000年11月23日に株式会社スペースプロジェクトのブランド・Cielより発売された、タロットをモチーフにしたアダルトゲーム。

## 概要
光と闇の戦いが続く古代ヨーロッパを舞台に、美女たちと愛し合い、4大イコンを集めていくアドベンチャーゲーム。
物語が光ルート・闇ルートに分岐し、それにより主人公の性行のスタイルやストーリーの展開が大きく変化する点が特徴である。また、複数の章に分かれた本編のほかにタイピングゲームなどミニゲームが収録されている点も特徴である。

## キャラクター
カッコ内は対応するアルカナ。
カリプス（愚者）
主人公。
マイスター（魔術師）

アナリーゼ（女教皇）

アモローソ（女帝）

マルカート（皇帝）

イムヌス（法皇）

リタニア（恋人）

グランディ（戦車）

ビバーチェ（力）

モーリー（隠者）

プリモ（運命の輪）

シターン（正義）

トンボー（吊られた男）

グラーベ（死神）

ルチア・リラ（節制）

ドミナンテ（悪魔）

ブリランテの塔（塔）

シルビア（星）

パスピエ（月）

アニマート（太陽）

リソルート（審判）

ハープ（世界）

## スタッフ
- 原画：Tony
- シナリオ：さとだみつひこ